# 紫花寶螺
紫花寶螺（学名：Cypraea poraria）为寶螺科寶螺屬下的一个种。